# Panagiōtīs Gkōnias
Panagiōtīs Gkōnias, detto Takīs (in greco Παναγιώτης Γκώνιας?; Livadeia, 6 ottobre 1971) è un allenatore di calcio ed ex calciatore greco, di ruolo centrocampista.

## Caratteristiche tecniche
(Gonias, in un'intervista rilasciata alla stampa greca.)
Le squadre di Gonias – solitamente disposte con un 4-2-3-1 o un 4-1-4-1 – tendono a giocare un calcio offensivo, costruendo il gioco dal basso per vie verticali, prediligendo un calcio fatto di possesso palla e palleggio con calciatori di qualità. Lo stile di gioco del tecnico –  che ricorda il tiki-taka – è stato soggetto di varie critiche da parte degli addetti ai lavori, in quanto considerato inappropriato per le realtà del secondo livello del sistema del campionato di calcio greco.

## Carriera

### Giocatore

#### Club
Muove i suoi primi passi nelle giovanili del Panathinaikos Kyriaki, prima di accordarsi con il Levadeiakos nel 1987. Esclusa una parentesi in Spagna allo Sporting Gijón, Gonias ha trascorso la propria carriera in Grecia fino al 2004, quando è stato tesserato dal Messina. Esordisce in Serie A il 27 ottobre nella trasferta persa 2-0 contro la Lazio. Esce sostituito nell'intervallo da Arturo Di Napoli. Nel 2005 passa al Crotone, prima di annunciare il ritiro a distanza di sei mesi.

#### Nazionale
Esordisce in nazionale il 19 agosto 1997 contro il Cipro in amichevole, subentrando nella ripresa al posto di Kostas Frantzeskos e segnando dal dischetto la rete del 2-1. In totale conta 2 presenze con la selezione ellenica.

### Allenatore
Dopo essersi ritirato ha svolto il ruolo di opinionista sportivo, prima di iniziare la carriera da tecnico nel 2013 alla guida del Glyfada. Il 20 agosto 2017 viene ingaggiato dall'Ergotelīs. Il 25 aprile 2018 viene nominato tecnico del Wadi Degla – società satellite dell'Ergotelīs – in Egitto. Il 19 febbraio 2020 viene sollevato dall'incarico.
Il 29 giugno 2021 sostituisce Rodolfo Arruabarrena alla guida del Pyramids. L'11 settembre viene esonerato. Il 26 aprile 2022 torna sulla panchina degli egiziani guidando la squadra al secondo posto in campionato. Il 5 gennaio 2023 viene esonerato dopo la sconfitta per 3-0 nello scontro diretto contro l'Al-Ahly.

## Statistiche

### Cronologia presenze e reti in nazionale
| Cronologia completa delle presenze e delle reti in nazionale ― Grecia | Cronologia completa delle presenze e delle reti in nazionale ― Grecia | Cronologia completa delle presenze e delle reti in nazionale ― Grecia | Cronologia completa delle presenze e delle reti in nazionale ― Grecia | Cronologia completa delle presenze e delle reti in nazionale ― Grecia | Cronologia completa delle presenze e delle reti in nazionale ― Grecia | Cronologia completa delle presenze e delle reti in nazionale ― Grecia | Cronologia completa delle presenze e delle reti in nazionale ― Grecia |
| Data                                                                  | Città                                                                 | In casa                                                               | Risultato                                                             | Ospiti                                                                | Competizione                                                          | Reti                                                                  | Note                                                                  |
| --------------------------------------------------------------------- | --------------------------------------------------------------------- | --------------------------------------------------------------------- | --------------------------------------------------------------------- | --------------------------------------------------------------------- | --------------------------------------------------------------------- | --------------------------------------------------------------------- | --------------------------------------------------------------------- |
| 19-8-1997                                                             | Heraklion                                                             | Grecia                                                                | 2 – 1                                                                 | Cipro                                                                 | Amichevole                                                            | 1                                                                     | 46’                                                                   |
| 8-4-1998                                                              | Bucarest                                                              | Romania                                                               | 2 – 1                                                                 | Grecia                                                                | Amichevole                                                            | -                                                                     | 46’                                                                   |
| Totale                                                                |                                                                       | Presenze                                                              | 2                                                                     |                                                                       | Reti                                                                  | 1                                                                     |                                                                       |

### Statistiche da allenatore
Statistiche aggiornate al 5 gennaio 2023.
| Stagione          | Squadra           | Campionato        | Campionato | Campionato | Campionato | Campionato | Coppe nazionali | Coppe nazionali | Coppe nazionali | Coppe nazionali | Coppe nazionali | Coppe continentali | Coppe continentali | Coppe continentali | Coppe continentali | Coppe continentali | Altre coppe | Altre coppe | Altre coppe | Altre coppe | Altre coppe | Totale | Totale | Totale | Totale | % Vittorie | Piazzamento               |
| Stagione          | Squadra           | Comp              | G          | V          | N          | P          | Comp            | G               | V               | N               | P               | Comp               | G                  | V                  | N                  | P                  | Comp        | G           | V           | N           | P           | G      | V      | N      | P      | %          | Piazzamento               |
| ----------------- | ----------------- | ----------------- | ---------- | ---------- | ---------- | ---------- | --------------- | --------------- | --------------- | --------------- | --------------- | ------------------ | ------------------ | ------------------ | ------------------ | ------------------ | ----------- | ----------- | ----------- | ----------- | ----------- | ------ | ------ | ------ | ------ | ---------- | ------------------------- |
| 2017-2018         | Ergotelīs         | FL                | 34         | 13         | 7          | 14         | CG              | 3               | 0               | 0               | 3               | -                  | -                  | -                  | -                  | -                  | -           | -           | -           | -           | -           | 37     | 13     | 7      | 17     | 35,14      | 9°                        |
| 2018-2019         | Wadi Degla        | PL                | 34         | 10         | 10         | 14         | CE              | 2               | 1               | 0               | 1               | -                  | -                  | -                  | -                  | -                  | -           | -           | -           | -           | -           | 36     | 11     | 10     | 15     | 30,56      | 10°                       |
| 2019-2020         | Wadi Degla        | PL                | 17         | 3          | 5          | 9          | CE              | 1               | 1               | 0               | 0               | -                  | -                  | -                  | -                  | -                  | -           | -           | -           | -           | -           | 18     | 4      | 5      | 9      | 22,22      | esonerato                 |
| Totale Wadi Degla | Totale Wadi Degla | Totale Wadi Degla | 51         | 13         | 15         | 23         |                 | 3               | 2               | 0               | 1               |                    | -                  | -                  | -                  | -                  |             | -           | -           | -           | -           | 54     | 15     | 15     | 24     | 27,78      |                           |
| 2020-2021         | Pyramids          | PL                | 12         | 5          | 6          | 1          | CE              | 1               | 0               | 0               | 1               | CC                 | -                  | -                  | -                  | -                  | -           | -           | -           | -           | -           | 13     | 5      | 6      | 2      | 38,46      | subentrato, 3°            |
| 2021-2022         | Pyramids          | PL                | 21         | 13         | 3          | 5          | CE              | 2               | 2               | 0               | 0               | CC                 | 0                  | 0                  | 0                  | 0                  | -           | -           | -           | -           | -           | 23     | 15     | 3      | 5      | 65,22      | esonerato, subentrato, 2° |
| 2022-2023         | Pyramids          | PL                | 11         | 6          | 2          | 3          | CE              | 0               | 0               | 0               | 0               | CC                 | 4                  | 3                  | 0                  | 1                  | -           | -           | -           | -           | -           | 15     | 9      | 2      | 4      | 60,00      | esonerato                 |
| Totale Pyramids   | Totale Pyramids   | Totale Pyramids   | 44         | 24         | 11         | 9          |                 | 3               | 2               | 0               | 1               |                    | 4                  | 3                  | 0                  | 1                  |             | -           | -           | -           | -           | 51     | 29     | 11     | 11     | 56,86      |                           |
| Totale carriera   | Totale carriera   | Totale carriera   | 129        | 50         | 33         | 46         |                 | 9               | 4               | 0               | 5               |                    | 4                  | 3                  | 0                  | 1                  |             | -           | -           | -           | -           | 142    | 57     | 33     | 52     | 40,14      |                           |

## Palmarès

### Club

#### Competizioni nazionali
- Supercoppa di Grecia: 1

Olympiakos: 1992